# Сан Состене (Катанцаро)
Сан Состене (итал. San Sostene) је насеље у Италији у округу Катанцаро, региону Калабрија.
Према процени из 2011. у насељу је живело 470 становника. Насеље се налази на надморској висини од 466 м.

## Становништво
Према резултатима пописа становништва 2011. у општини је живело 1.311 становника.
| 1931. | 1936. | 1951. | 1961. | 1971. | 1981. | 1991. | 2001. | 2011. |
| ----- | ----- | ----- | ----- | ----- | ----- | ----- | ----- | ----- |
| 2.158 | 2.223 | 2.482 | 2.312 | 1.871 | 1.493 | 1.302 | 1.134 | 1.311 |